# Thiania suboppressa
Thiania suboppressa es una especie de araña saltarina del género Thiania, familia Salticidae. Fue descrita científicamente por Strand en 1907.
Habita en Japón, China y Vietnam. Introducido a los Estados Unidos (Hawái).